# Koki Oshima
Koki Oshima (født 30. maj 1996) er en japansk fodboldspiller, som spiller for den japanske fodboldklub Tochigi SC.